# 大阪エキスポセブンティーズ
大阪エキスポセブンティーズ（おおさかエキスポセブンティーズ、Osaka EXPO'70s）は、2009年に大阪府吹田市で発足した野球のクラブチーム。具体的なチームの結成に至る前に活動休止となった。

## チーム概要
2010年度からの関西独立リーグ加盟を目指していたが、同リーグの運営の見通しが不明確であるため、2009年6月の設立会見では、リーグへの加入は新運営会社の設立を待って判断するとしていた。同年8月3日、正式にリーグ加入を見送ることを表明。同年10月31日、活動の休止を発表。
吹田市に球団事務所を置き、本拠地には同市内の万博記念公園野球場を予定していた。

## 予定されていたチームスタッフ
- アドバイザー - 一枝修平
- 監督 - 仲田幸司
- ヘッドコーチ - 大原徹也
- 総合コーチ - 南渕時高

## 沿革
- 2008年12月 - 北摂球団（仮称）の設立準備委員会が発足。球団名を、1970年に開催された日本万国博覧会開催時のにぎわいを彷彿とさせる、期待・活気を与えられるような球団になるようにと「大阪エキスポセブンティーズ」とすることが決定[2]。
- 2009年5月 - 2010年度からの関西独立リーグ加盟方針が報道される[3]。
- 2009年6月8日 - 吹田市で球団設立会見を行う[4]。

- 2009年8月3日 - 関西独立リーグの運営が不安定なため、参入を取りやめることを表明。来春にも社会人野球クラブチームとして活動する方針。また、2011年度以降に、アメリカや韓国などの球団も加えた新リーグを立ち上げる構想を持っていることも明らかにした[5]。

- 2009年10月26日 - 「来季からの球団活動が困難になった為、内定していた仲田幸司氏との契約を結ばない」意向と報道される。この中で、球団設立準備委員会の明石尚武代表は「市民からの支援もある。委員会の体制を見直して準備を続けたい」とコメントした[6]。

- 2009年10月31日 - 球団の公式サイトで活動休止、及び現体制の解除を発表[7]。明石代表も同日付で辞任（球団顧問として、サポートは継続）し、「新たな体制で前進していくことを心から願っております」とコメントした。

- 2009年11月16日 - 球団の公式ブログに、まだ詳細を報告できる段階ではないとしながらも「現在、有志によるチーム存続の動きが活発化」してきており、「準備が整い次第報告」すると発表している[8]。